# Stephen Barrett
Stephen Barrett (ur. 1933) – amerykański psychiatra, prowadzi krytyczny wortal nt. homeopatii (Homeowatch).